# PH-mètre

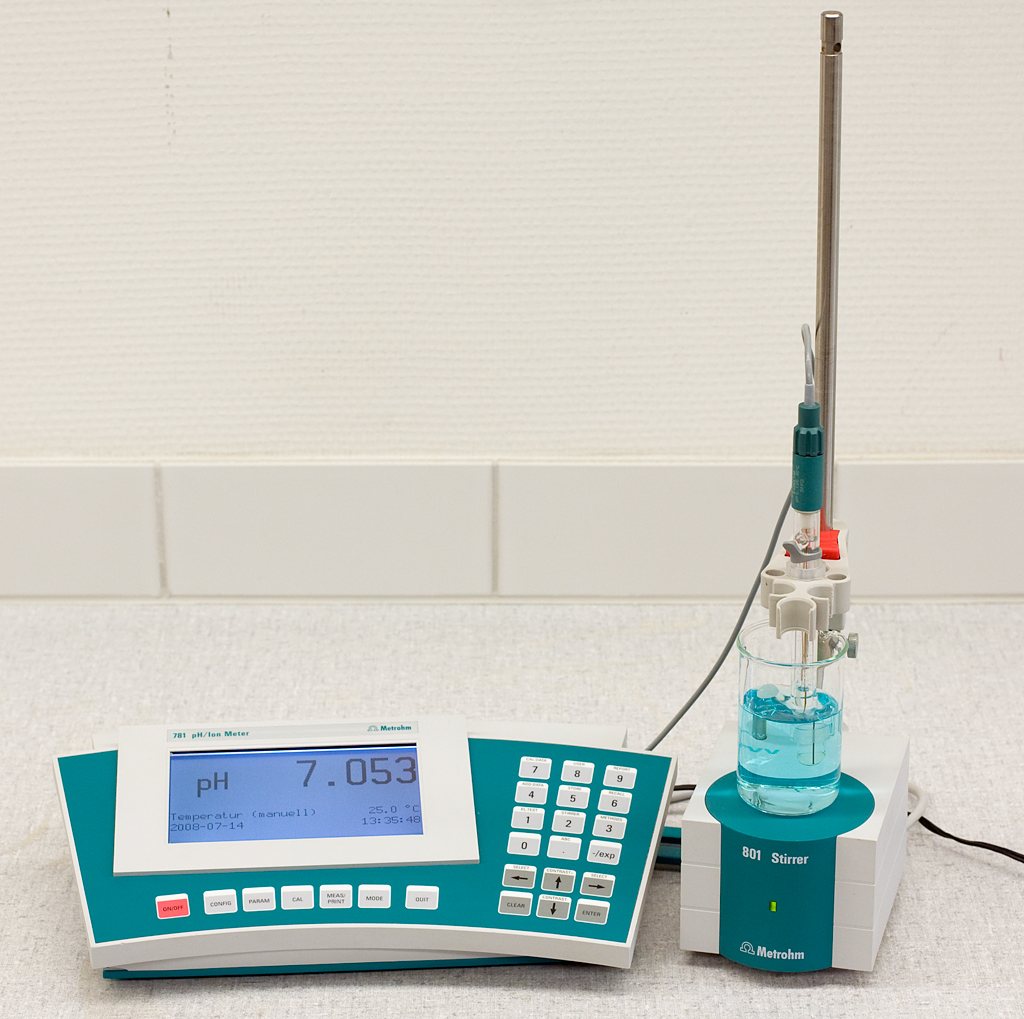
Un pH-mètre muni d'une sonde de température.

Un pH-mètre est un appareil, souvent électronique, permettant la mesure du pH d'une solution.

## Fonctionnement
Le pH-mètre est généralement constitué d'un boîtier électronique permettant l'affichage de la valeur numérique du pH et d'une sonde de pH constituée d'une électrode de verre permettant la mesure et d'une électrode de référence.  Son fonctionnement est fondé sur le rapport qui existe entre la concentration en ions {\displaystyle {\rm {H_{3}O^{+}}}} (définition du pH) et la différence de potentiel électrochimique qui s'établit dans le pH-mètre une fois plongé dans la solution étudiée.
Celui-ci est constitué de deux électrodes, l'une standard dont le potentiel est constant et connu (appelée électrode de référence), l'autre à potentiel variable (fonction du pH, appelée électrode de verre). Ces deux électrodes peuvent être combinées ou séparées.
L'appareil est étalonné au moyen de deux solutions tampon (pH 4, 7 et 10 disponibles). On peut aussi (après avoir réalisé cet étalonnage) déterminer la valeur du pH par simple corrélation, la différence de potentiel évoluant proportionnellement à la valeur du pH selon la formule suivante :
{\displaystyle \Delta E=a(\mathrm {pH_{\text{éch}}-pH_{\text{réf}}} )+b}
avec :
- {\displaystyle \Delta E}, la différence de potentiel entre les deux électrodes ;
- {\displaystyle {\rm {pH_{\text{éch}}}}}, le pH de la solution à mesurer ;
- {\displaystyle {\rm {pH_{\text{réf}}}}}, le pH de la solution de référence ;
- a et b, les constantes dépendant de l'appareil, elles sont révélées lors de l'étalonnage du pH-mètre.

## Étalonnage
Le pH-mètre est étalonné avant chaque campagne de mesures (par exemple tous les matins) avec deux solutions tampon. Selon les mesures à effectuer, on étalonne par exemple par une solution de pH=7 puis par une solution de pH=4 pour faire des mesures en milieu acide, ou par une solution de pH=7 puis une solution de pH=10 pour des mesures en milieu basique. Les valeurs des mesures sont idéalement comprises entre les deux valeurs de pH des solutions tampon utilisées (les valeurs de pH=4, 7 et 10 sont les plus communément rencontrées parmi les solutions tampon).

## Mesure et conservation de la sonde
Après chaque mesure, la sonde de pH est rincée un court instant à l'eau purifiée (eau déminéralisée, déionisée, distillée, etc.).
Une fois la campagne réalisée, la sonde doit être rincée, puis rapidement immergée dans le liquide de conservation indiqué par le constructeur (exemples, suivant le modèle de sonde, solution de chlorure de potassium, solution tampon de pH=4, électrolyte spécial).
La sonde ne doit jamais être essuyée contrairement à certaines croyances. L'action mécanique entraine la destruction du gel présent sur le bulbe de la sonde nécessaire au bon fonctionnement de l'appareil.

## Schéma d'une sonde à pH
1. Verre actif

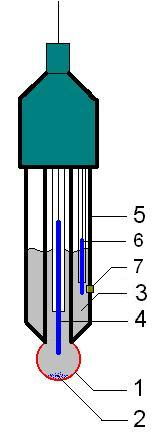
Schéma d'une sonde de pH.

2. Cristaux de KCl (visibles dans certains cas lorsque la solution est sursaturée)
3. Solution saturée en KCl
4. Fil conducteur relié à l'électrode de verre
5. Corps de l'électrode de verre
6. Électrode de référence au calomel (autre possibilité : électrode à Ag/AgCl)
7. Jonction électrolytique